# Kreisgericht Braunsberg
Das Kreisgericht Braunsberg war ein preußisches Kreisgericht in der damaligen Provinz Preußen mit Sitz in der Kreisstadt Braunsberg.

## Geschichte
In Bezirk des Kreisgerichts Braunsberg bestanden bis 1849 das königliche Land- und Stadtgericht Braunsberg sowie viele Patrimonialgerichte.
1849 wurden in Preußen einheitlich Kreisgerichte geschaffen. Hierbei wurde die Patrimonialgerichtsbarkeit abgeschafft und die Patrimonialgerichte wurden aufgehoben. Auch die eingangs genannten Gerichte wurden aufgehoben und es entstand das Königliche Kreisgericht Braunsberg im Sprengel des Ostpreußischen Tribunals zu Königsberg. Es war für den Landkreis Braunsberg und den Landkreis Heiligenbeil zuständig.
Schwurgerichtssachen wurden am Stadtgericht Königsberg verhandelt. Am Gericht waren 1870 ein Direktor und zwölf Kreisrichter eingesetzt. 1870 betrug die Zahl der Gerichtseingesessenen 97.299. Eine Gerichtsdeputation wurde in Heiligenbeil, Gerichtskommissionen wurden in Mehlsack, Wormditt, Zinten eingerichtet.
Im Rahmen der Reichsjustizgesetze wurde das Gerichtswesen in Deutschland 1879 vereinheitlicht. Damit wurde das Kreisgericht Braunsberg aufgehoben und das königlich preußische Amtsgericht Braunsberg mit Wirkung zum 1. Oktober 1879 als eines von zehn Amtsgerichten im Bezirk des Landgerichtes Braunsberg als Nachfolger gebildet.